# William Kuhlemeier
William Harmon „Bill“ Kuhlemeier (* 14. Januar 1908 in Seattle, Washington; † 8. Juli 2001 in Carlsbad, Kalifornien) war ein US-amerikanischer Turner.

## Werdegang
William Kuhlemeier gehörte 1932 zur US-amerikanischen Delegation bei den Olympischen Spielen in Los Angeles. Bei diesen trat er in der Disziplin Keulenschwingen an, in der insgesamt vier Turner an den Start gingen, davon alleine drei aus den Vereinigten Staaten. Die drei US-Amerikaner belegten abschließend auch die ersten drei Plätze. Es mussten zwei Keulen für mindestens vier Minuten geschwungen werden. George Roth erzielte mit 26,9 Punkten das beste Ergebnis, vor Philip Erenberg mit 26,7 Punkten und Kuhlemeier mit 25,9 Punkten. Damit erhielt Kuhlemeier, der zum Zeitpunkt der Spiele für den Los Angeles Athletic Club und später für den Turnverein Germania turnte, die Bronzemedaille. Der vierte Turner im Wettbewerb, Francisco José Álvarez aus Mexiko, belegte mit 25,4 Punkten den vierten Platz.
Kuhlemeier arbeitete als Manager im familieneigenen Wäschereibetrieb. Er war mit Nana Kuhlemeier verheiratet.